# رادیو ملی
رادیو ملی (انگلیسی: Radio National) یک بنگاه خبررسانی استرالیا رادیویی است که در سراسر استرالیا پخش می‌شود.